# 谢昭新
谢昭新（1949年12月—），安徽淮南人，享受国务院特殊津贴专家，安徽师范大学教授。

## 生平
1974年毕业于安徽师范大学中文系并留校任教，1981年于山东师范大学中文系研究生班进修。曾任安徽师范大学安徽师范大学教务处处长，安徽师范大学文学院院长等职。退休后于2008年入职安徽新华学院，任文化与新闻传播学院院长。

## 学术贡献
谢昭新教授主要从事中国现当代文学教学与研究，是老舍研究家，曾任中国老舍研究会会长。主持完成国家社科基金项目等多项，获安徽省社科成果奖二等奖、安徽省教学成果奖一等奖等奖励多项。

## 著作

### 专著
- 《老舍小说艺术心理研究》（1994年，北京十月文艺出版社）
- 《现代皖籍作家艺术论》（1998年，安徽文艺出版社）
- 《中国现代小说理论史》（2003年，安徽大学出版社）
- 《理念、创作与批评—20世纪中国文学综论》（2004年，安徽教育出版社）
- 《中国新诗理论概观》（合著）（2006年，中国文联出版社）
- 《中国现代小说理论发展史》（2009年，人民出版社）
- 《老舍与中外文化综论》（2014年，安徽师范大学出版社）
- 《中国现代文学的文化阐释》（2015年，安徽师范大学出版社）

### 编著
- 《中国文学名作欣赏》（2000年，科学出版社）
- 《中国现代文学作品选》（2003年，安徽教育出版社）
- 《中国现代文学史1917-2000（上）》（第一主编）（2009年，安徽教育出版社），21世纪高等院校教材
- 《大学语文》（第一主编）（2010年，安徽教育出版社）
- 《中国传统文化概观》（2013年，北京师范大学出版社），21世纪高等院校系列规划教材